# Eindhoven Culinair
Eindhoven Culinair is een meerdaags culinair entertainment evenement in Eindhoven.
In het Stadswandelpark wordt jaarlijks het evenement gehouden waar men gerechten kan nuttigen die door regionale restaurateurs ter plekke worden bereid. In 2008 vond het voor de 15e keer plaats. Het evenement heeft jaarlijks tijden Pinksteren plaats en trekt ongeveer 30.000 bezoekers.

## Trivia
Tijdens het evenement in 2008 kon met een hijskraan op 50 meter hoogte gegeten worden.